# Arquidiocese de Clermont

A Arquidiocese de Clermont (em latim: Archidioecesis Claremontensis) é uma Circunscrição eclesiástica católica na França. É a sé eclesiástica católica de rito romano localizada em Clermont-Ferrand e que compreende toda o departamento de Puy-de-Dôme, sua sede episcopal é a Catedral de Clermont-Ferrand. Foi por muito tempo sufragânea da Arquidiocese de Bourges, tornou-se sede metropolitana em 2002. O atual arcebispo de Clermont é François Michel Pierre Kalist, que foi nomeado em 2016.